# Renée Jones
Renée Jones (ur. 15 października 1958 w Opa Locka na Florydzie) – amerykańska aktorka i modelka. W latach 1997–2002 pięciokrotnie nominowana była do nagrody Image Award za swoją rolę w Dniach naszego życia.

## Wybrana filmografia
- 1980: Jeffersonowie (The Jeffersons) jako Stephanie
- 1986: Piątek, trzynastego VI: Jason żyje (Friday the 13th Part VI: Jason Lives) jako Sissy Baker
- 1988: Autostrada do nieba (Highway to Heaven) jako Gloria
- 1993–2007: Dni naszego życia (Days of Our Lives) jako Lexie Carver
- 1995: Murder, She Wrote jako Reggie Evers
- 2009: His Name Was Jason: 30 Years of Friday the 13th jako Sissy Baker (materiały archiwalne)